# جهنمية هرزوغية
الجهنمية الهرزوغية (الاسم العلمي:Bougainvillea herzogiana) هي نوع من النباتات يتبع جنس الجهنمية من الفصيلة الشبية.